# Teorema de Malus-Dupin
El teorema de Malus-Dupin es uno de los teoremas fundamentales de la óptica geométrica que la relaciona con la óptica ondulatoria.

## Enunciado
Si sobre cada rayo emitido por un foco recorremos caminos ópticos iguales, entonces los puntos que los delimitan forman una superficie normal a todos los rayos. Denominamos a dicha superficie frente de ondas. Coincide con el frente de onda dado por la teoría oscilatoria. Al deducirse del principio de Fermat, es válido a pesar del número de reflexiones o refracciones que pueda sufrir el rayo antes de llegar a su destino.

## Demostración
La demostración se realiza a partir del principio de Fermat.
Tomamos dos trayectorias distintas separadas infinitesimalmente, {\displaystyle [AB]} y {\displaystyle [AB']}, donde {\displaystyle A} es el foco y {\displaystyle B} y {\displaystyle B'} son los puntos de llegada separados por caminos ópticos iguales. Entonces definimos los respectivos caminos ópticos como:
{\displaystyle L_{AB}=\int _{A}^{B}n({\textbf {r}})ds}
{\displaystyle L_{AB'}=\int _{A}^{B'}n({\textbf {r}}')ds'}
Siendo {\displaystyle {\textbf {r}}} y {\displaystyle {\textbf {r}}'} los respectivos vectores de posición, {\displaystyle ds} y {\displaystyle ds'} los respectivos diferenciales de espacio y {\displaystyle n({\textbf {r}})} el índice de refracción.
Admitimos que el índice de refracción es derivable.
Emplearemos:
Desarrollo en serie de Taylor de primer orden: {\displaystyle f({\textbf {r}})=f({\textbf {r}}_{0})+{\vec {\nabla }}f({\textbf {r}}_{0})\cdot ({\textbf {r}}-{\textbf {r}}_{0})}
Ecuación de la trayectoria de un rayo luminoso (deducida a partir del principio de Fermat):{\displaystyle {d \over ds}(n{\textbf {u}})={\vec {\nabla }}n} de lo que {\displaystyle (n{\textbf {u}})={\vec {\nabla }}nds}.
La relación {\displaystyle {\textbf {r}}'={\textbf {r}}+\varepsilon {\textbf {b}}} de la cual {\displaystyle {\textbf {dr}}'={\textbf {dr}}+\varepsilon {\textbf {db}}}.
Admitimos que el índice de refracción admite un desarrollo en serie de Taylor de orden 1. Entonces se obtiene que
{\displaystyle n({\textbf {r}}')=n({\textbf {r}})+{\vec {\nabla }}n({\textbf {r}})\cdot ({\textbf {r}}'-{\textbf {r}})=n({\textbf {r}})+{\vec {\nabla }}n({\textbf {r}})\cdot \varepsilon {\textbf {b}}}.
Por otro haremos lo mismo con el módulo del vector posición:
{\displaystyle \mid {\textbf {r}}'\mid =\mid {\textbf {r}}\mid +{\vec {\nabla }}\mid {\textbf {r}}\mid \cdot ({\textbf {r}}'-{\textbf {r}})=\mid {\textbf {r}}\mid +{{\partial } \over {\partial r}}r{\hat {u}}_{r}\cdot ({\textbf {r}}'-{\textbf {r}})=\mid {\textbf {r}}\mid +{\textbf {u}}\cdot ({\textbf {r}}'-{\textbf {r}})=\mid {\textbf {r}}\mid +{\textbf {u}}\cdot {\textbf {r}}'-{\textbf {u}}\cdot {\textbf {r}}=\mid {\textbf {r}}\mid +{\textbf {u}}\cdot {\textbf {r}}'-\mid {\textbf {r}}\mid ={\textbf {u}}\cdot {\textbf {r}}'}.
De modo que:
{\displaystyle ds'=\mid {\textbf {dr'}}\mid ={\textbf {u}}\cdot {\textbf {dr}}'={\textbf {u}}\cdot {\textbf {dr}}+{\textbf {u}}\cdot \varepsilon {\textbf {db}}=ds+\varepsilon {\textbf {u}}\cdot {\textbf {db}}}.

Se reemplaza en el camino óptico:
{\displaystyle L_{B'}=\int _{A}^{B'}n({\textbf {r}}')ds'=\int _{A}^{B'}[n({\textbf {r}})+{\vec {\nabla }}n\cdot \varepsilon {\textbf {b}}](ds+\varepsilon {\textbf {u}}\cdot {\textbf {db}})}
{\displaystyle L_{B'}=\int _{A}^{B'}n({\textbf {r}})ds+\int _{A}^{B'}{\vec {\nabla }}n\cdot \varepsilon {\textbf {db}}+\int _{A}^{B'}n({\textbf {r}})\varepsilon {\textbf {u}}\cdot {\textbf {db}}+\int _{A}^{B'}{\vec {\nabla }}n\cdot \varepsilon {\textbf {b}}\varepsilon {\textbf {u}}\cdot {\textbf {db}}}
Eliminamos los elemento de orden de {\displaystyle \varepsilon ^{2}}:
{\displaystyle L_{B'}=\int _{A}^{B'}n({\textbf {r}})ds+\int _{A}^{B'}{\vec {\nabla }}n\cdot \varepsilon {\textbf {db}}+\int _{A}^{B'}n({\textbf {r}})\varepsilon {\textbf {u}}\cdot {\textbf {db}}}
Calculamos {\displaystyle \Delta L}:
{\displaystyle \Delta L=\int _{A}^{B'}n({\textbf {r}})ds+\int _{A}^{B'}{\vec {\nabla }}n\cdot \varepsilon {\textbf {b}}ds+\int _{A}^{B'}n({\textbf {r}})\varepsilon {\textbf {u}}\cdot {\textbf {db}}-\int _{A}^{B}n({\textbf {r}})ds}
Factorizamos los términos por potencias de {\displaystyle \varepsilon }:
{\displaystyle \Delta L=\int _{A}^{B'}n({\textbf {r}})ds-\int _{A}^{B}n({\textbf {r}})ds+\varepsilon \left[\int _{A}^{B'}{\vec {\nabla }}n\cdot {\textbf {b}}ds+\int _{A}^{B'}n({\textbf {r}}){\textbf {u}}\cdot {\textbf {db}}\right]}
Por la ecuación de las trayectorias tenemos que {\displaystyle d(n{\textbf {u}}\cdot {\textbf {b}})=d(n{\textbf {u}})\cdot {\textbf {b}}+n{\textbf {u}}\cdot {\textbf {db}}={\vec {\nabla }}n\cdot {\textbf {b}}ds+n{\textbf {u}}\cdot {\textbf {db}}} de modo que:
{\displaystyle \Delta L=\int _{A}^{B'}n({\textbf {r}})ds-\int _{A}^{B}n({\textbf {r}})ds+\varepsilon \left[\int _{A}^{B'}d(n{\textbf {b}}\cdot {\textbf {u}})\right]}
Si suponemos que hemos escogido {\displaystyle B\equiv B'} entonces:
{\displaystyle \Delta L=\int _{A}^{B'}n({\textbf {r}})ds-\int _{A}^{B'}n({\textbf {r}})ds+\varepsilon \left[\int _{A}^{B'}d(n{\textbf {b}}\cdot {\textbf {u}})\right]=0}
{\displaystyle \Delta L=+\varepsilon \left[\int _{A}^{B'}d(n{\textbf {b}}\cdot {\textbf {u}})\right]=0}
Por lo que:
{\displaystyle \int _{A}^{B'}d(n{\textbf {b}}\cdot {\textbf {u}})=0}
{\displaystyle n({\textbf {r}}_{B'}){\textbf {b}}({\textbf {r}}_{B'})\cdot {\textbf {u}}({\textbf {r}}_{B'})-n({\textbf {r}}_{A}){\textbf {b}}({\textbf {r}}_{A})\cdot {\textbf {u}}({\textbf {r}}_{A})=0}
Como el punto A es el foco la separación es siempre nula, en consecuencia:
{\displaystyle n({\textbf {r}}_{B'}){\textbf {b}}({\textbf {r}}_{B'})\cdot {\textbf {u}}({\textbf {r}}_{B'})=0}
{\displaystyle {\textbf {b}}({\textbf {r}}_{B'})\cdot {\textbf {u}}({\textbf {r}}_{B'})=0}
{\displaystyle {\textbf {b}}({\textbf {r}}_{B'})\perp {\textbf {u}}({\textbf {r}}_{B'})}
Como B' es un punto arbitrario se tiene que {\displaystyle {\textbf {b}}({\textbf {r}})\perp {\textbf {u}}({\textbf {r}})}.
Teníamos que {\displaystyle {\textbf {r}}'={\textbf {r}}+\varepsilon {\textbf {b}}}, por lo que {\displaystyle \varepsilon {\textbf {b}}({\textbf {r}})} une los puntos de la superficie. De lo que la superficie formada es ortogonal a cada rayo. Podemos justificar que los puntos forman una superficie por continuidad.
- Datos: Q3527117